# Reactor
Le patron de conception Reactor est destiné à permettre le traitement événementiel dans un environnement concurrentiel, où les événements peuvent provenir de sources diverses. Son fonctionnement est proche de celui du design pattern Observateur, mais à la différence de celui-ci, il est capable d'accepter plusieurs sources d'événements.

## Fonctionnement
Le pattern est basé sur une boucle de démultiplexage des événements redirigeant ceux-ci vers un ou des modules de traitement.

## Utilité
Le pattern reactor peut être une bonne solution de départ pour les problématiques de la programmation concurrentielle ainsi que la gestion des événements.

## Implémentations
Le patron de conception Reactor  a été implémenté dans plusieurs serveurs web, Serveur d'applications, et frameworks réseau:

### C++
- Adaptive Communication Environment

### Q
- kdb+

### Java
- Apache Cocoon
- Vert.x

### Javascript
- Node.js

### Perl
- Mojolicious

### PHP
- ReactPHP

### Python
- Twisted
- AsyncIO

### Ruby
- EventMachine